# Plecopterodes griseicilia
Plecopterodes griseicilia är en fjärilsart som beskrevs av George Francis Hampson 1910. Plecopterodes griseicilia ingår i släktet Plecopterodes och familjen nattflyn. Inga underarter finns listade i Catalogue of Life.